# 敦拉薩路空橋系統

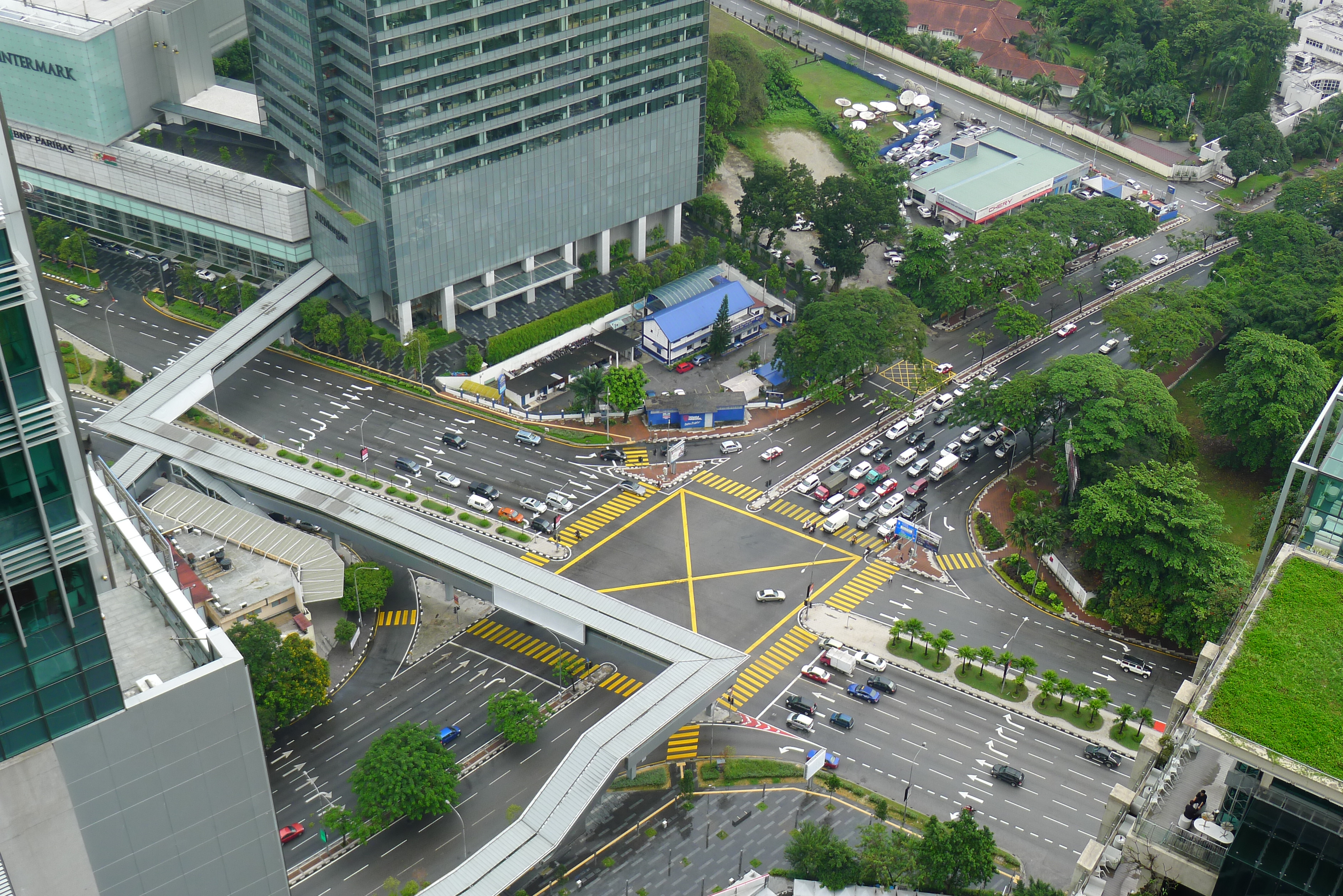
敦拉薩路空橋系統遠景，橫跨敦拉薩路 (吉隆坡)和安邦路十字路口

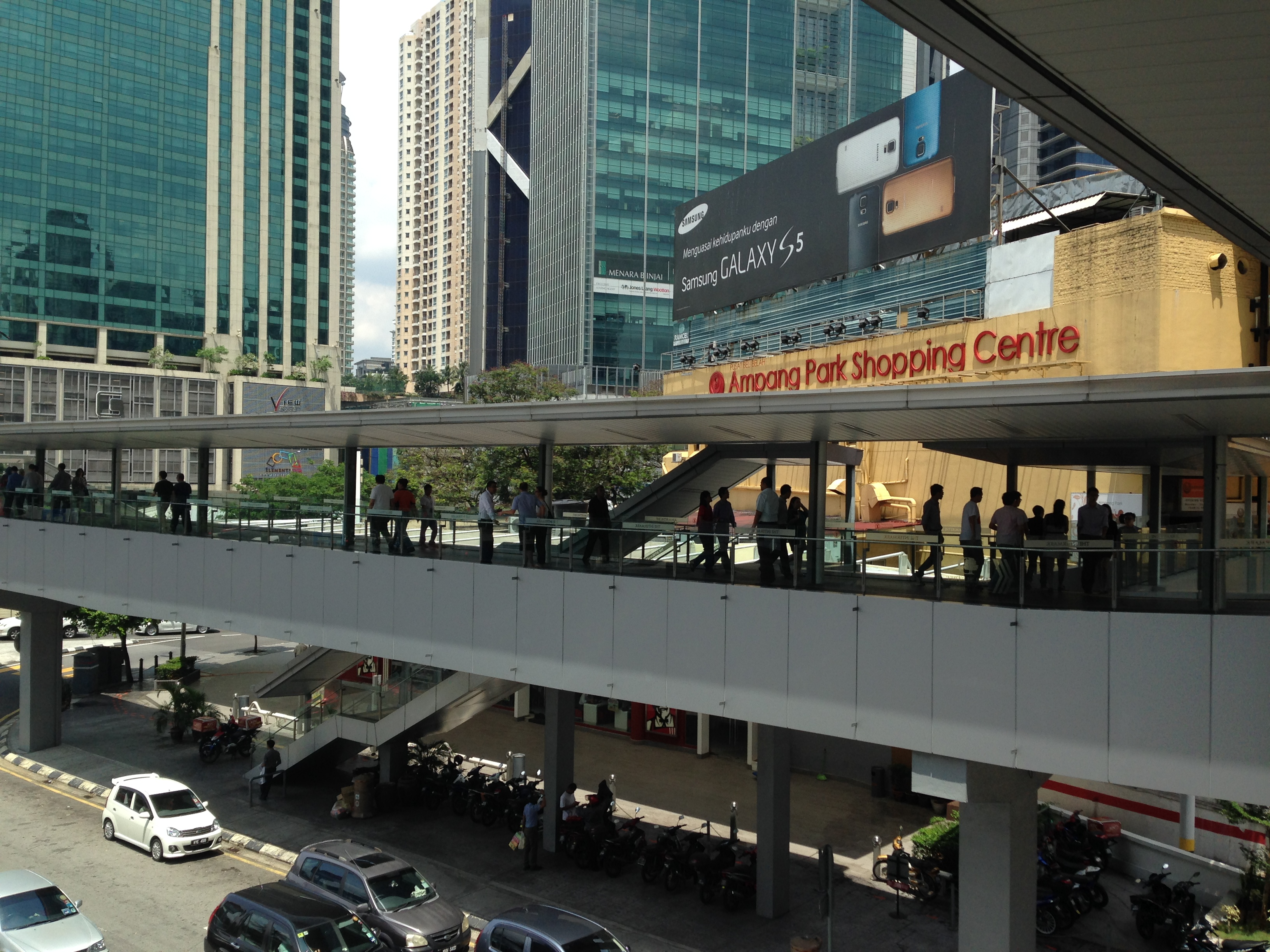
敦拉薩路空橋系統外觀

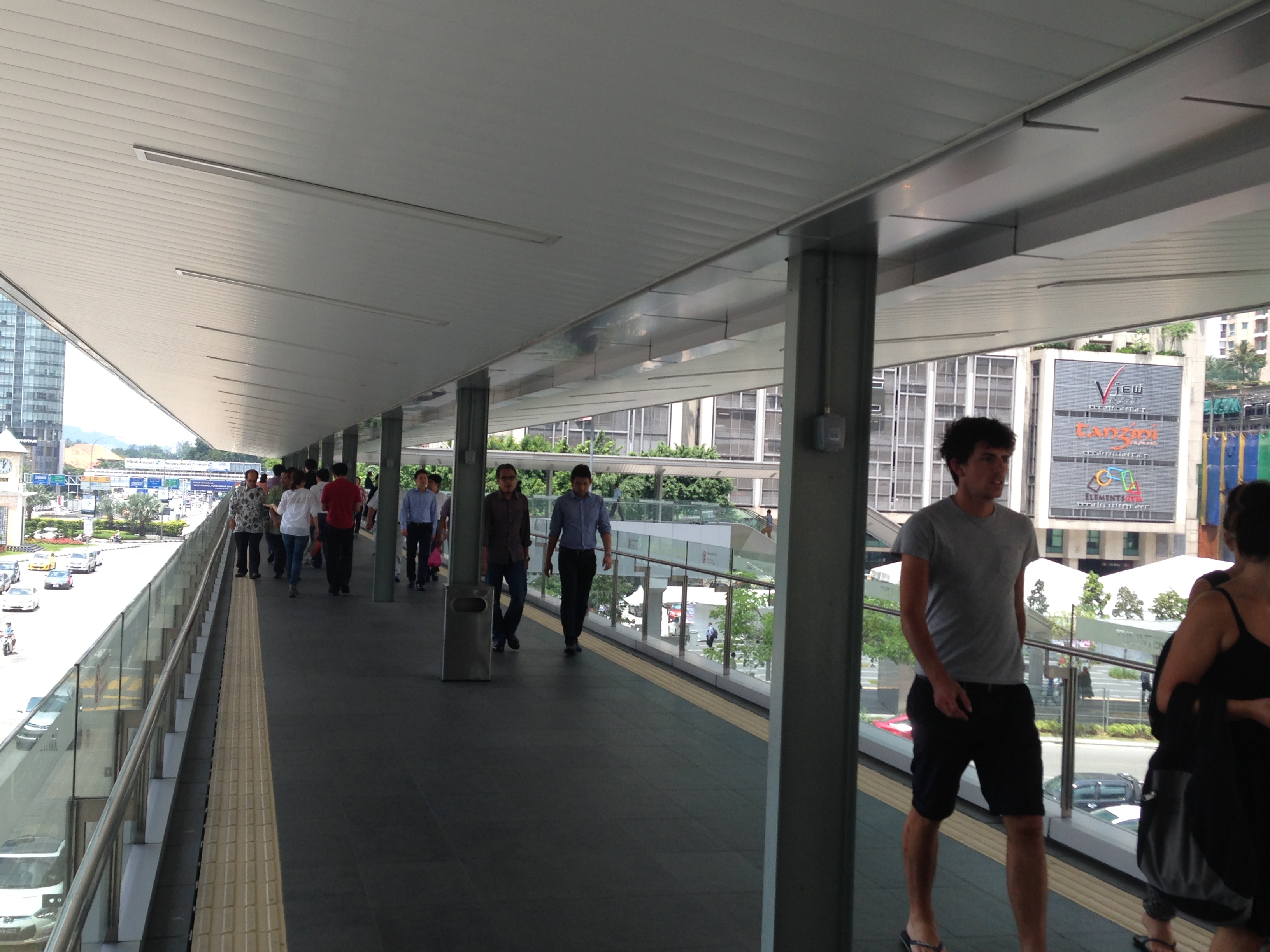
敦拉薩路空橋系統人流如織的情況

敦拉薩路空橋系統（Jalan Tun Razak Pedestrian Walkway）又稱安邦行人天橋，是馬來西亞吉隆坡市政局與Intermark公司合作，耗資1500萬令吉所興建的空橋系統。空橋系統橫跨敦拉薩路和安邦路十字路口，銜接了輕快鐵格拉那再也線的安邦购物中心站（Ampang Park Station）、安邦購物中心（Ampang Park Shopping Centre）、敦拉薩路及Intermark大樓，此空橋系統於2013年3月開始啟用。行人系統全長200公尺，是一座全遮蓋式的行人天橋，每個都備有自動扶梯，且鋪有導盲磚，方便行人進出。

## 興建背景
此空橋系統是吉隆坡市政局是欲推動吉隆坡成為宜居城市的大吉隆坡計劃（The Greater KL /Klang Valley）主導下，而開始著手研究興建。敦拉薩路遇安邦路交界是吉隆坡主要的商辦大樓及飯店的集中地，圍繞在這十字路口的主要大樓有花旗銀行馬來西亞總部、馬華公會總部、吉隆坡洲際酒店、希爾頓雙樹酒店、Intermark大樓等。這裡道路的車流量非常繁忙，每日上下班及午休時間，都會出現大批行人橫衝越過馬路的危險情形，此空橋的興建，可以改善人車交織的情況，也讓民眾避免了日曬雨淋的麻煩。此外空橋欄杆以玻璃圍籬，光線充足，透視度高，設有閉路電視，且每日早上7時至晚上10時都有保安人員在天橋系統內巡邏及站崗，提升空橋內的安全性。